# Sanningens Ande
Sanningens Ande är en vägledare som omnämns av Jesus i Johannesevangeliets 15:e kapitel. Enligt detta evangelium hade Jesus mycket mer att säga till sina lärjungar "Jag har mycket mer att säga er, men ni förmår inte ta emot det nu. Men när han kommer, sanningens ande, skall han vägleda er med hela sanningen.". Därför skulle, enligt Jesus, Sanningens Ande komma någon gång i framtiden för att vägleda människorna med hela sanningen. Enligt Jesus skulle denna heltäckande information handla om ett förtydligande av Jesu budskap som samtidigt är Guds (Faderns) budskap: "Han skall förhärliga mig, ty av mig skall han ta emot det han låter er veta. Allt vad Fadern har är mitt; därför säger jag er att det är av mig han tar emot det han skall låta er veta."
Sanningens Ande, skulle således inte tala av sig själv utan förkunna det han hör från Jesus/Fadern och "Men Hjälparen, den helige Ande som Fadern ska sända i mitt namn, han ska lära er allt och påminna er om allt som jag sagt er". Jesus sade vidare: "Han ska inte tala av sig själv utan bara tala det han hör, och han ska förkunna för er vad som kommer att ske. Han ska förhärliga mig, för han ska ta av det som är mitt och förkunna för er. Allt som Fadern har är mitt. Därför sade jag att han ska ta av det som är mitt och förkunna för er."
I Johannesevangeliets 15:e kapitel talar Jesus också om Hjälparen, som skall visa världen vad synd, rättfärdighet och dom är. Enligt Jesus är det en förutsättning att han själv måste lämna sina lärjungar och människorna för att Hjälparen skall kunna göra entré. Hjälparen anses vanligen vara identisk med Sanningens Ande.
Enligt bahá'í-läran är grundaren Bahá'u'lláh den Sanningens Ande som Jesus talade om. "Sannerligen, Han som är Sanningens Ande har kommit för att leda er till hela sanningen. Han talar icke av Sig Själv, utan såsom påbjudits av Honom Som är den Allvetande, den Allvise" förklarar Bahá'u'lláh sin uppenbarelse i sin bok till de kristna, Lawh-i-Aqdas. Hjälparen är hela Bahá'í-samfundet enligt Bahá'u'lláhs sista bok Epistel till Vargens son: "Inom kort skall Gud uppväcka jordens skatter  – människor som skall hjälpa Dig genom Dig själv och genom Ditt namn (...)".
Jesu lärjunge Johannes skrev i sitt andra brev: "Mina kära, sätt inte tro till alla andar utan pröva om de kommer från Gud, ty många falska profeter har gått ut i världen. Så kan ni se vilken ande som är Guds: varje ande som erkänner att Jesus Kristus har kommit i mänsklig gestalt är från Gud, men den ande som förnekar Jesus är inte från Gud. Det är Antikrists ande, som ni har hört skall komma och som redan nu är i världen."